# Shanti Pereira
Veronica Shanti Pereira (née le 20 septembre 1996 à Singapour) est une athlète singapourienne, spécialiste des épreuves de sprint.

## Biographie
Elle remporte les épreuves du 100 m et du 200 m lors des championnats d'Asie 2023. Elle remporte également 10 médailles, dont 4 titres, lors de différentes éditions des Jeux d'Asie du Sud-Est. 
Elle détient les records nationaux du 60 m, 100 m et 200 m .
En juillet 2024, elle est nommée porte-drapeau de la délégation de Singapour aux Jeux olympiques d'été de 2024 en compagnie du skipper Ryan Lo (en).

## Palmarès
| Date | Compétition                    | Lieu           | Résultat | Épreuve   | Marque        |
| ---- | ------------------------------ | -------------- | -------- | --------- | ------------- |
| 2012 | Championnats d'Asie en salle   | Hangzhou       | Séries   | 60 m      | 8 s 00        |
| 2012 | Championnats d'Asie juniors    | Colombo        | 5e       | 100 m     | 12 s 21       |
| 2012 | Championnats d'Asie juniors    | Colombo        | 3e       | 200 m     | 25 s 09       |
| 2013 | Championnats du monde jeunesse | Donetsk        | ½ finale | 100 m     | 11 s 96       |
| 2013 | Championnats du monde jeunesse | Donetsk        | ½ finale | 200 m     | 24 s 76       |
| 2013 | Jeux d'Asie du Sud-Est         | Naypyidaw      | 4e       | 100 m     | 11 s 99       |
| 2013 | Jeux d'Asie du Sud-Est         | Naypyidaw      | 4e       | 200 m     | 24 s 16       |
| 2013 | Jeux d'Asie du Sud-Est         | Naypyidaw      | 4e       | 4×400 m   | 3 min 44 s 80 |
| 2014 | Championnats d'Asie en salle   | Hangzhou       | 3e       | 60 m      | 7 s 61        |
| 2014 | Championnats d'Asie juniors    | Taipei         | 3e       | 100 m     | 11 s 79       |
| 2014 | Championnats d'Asie juniors    | Taipei         | 2e       | 200 m     | 23 s 99       |
| 2014 | Championnats d'Asie juniors    | Taipei         | 5e       | 4×100 m   | 46 s 78       |
| 2014 | Championnats du monde juniors  | Eugene         | ½ finale | 200 m     | 24 s 24       |
| 2014 | Jeux du Commonwealth           | Glasgow        | ½ finale | 200 m     | 24 s 29       |
| 2014 | Jeux du Commonwealth           | Glasgow        | Séries   | 4×100 m   | 46 s 84       |
| 2014 | Jeux asiatiques                | Incheon        | Séries   | 100 m     | 12 s 02       |
| 2014 | Jeux asiatiques                | Incheon        | Séries   | 4×400 m   | 3 min 49 s 97 |
| 2015 | Jeux d'Asie du Sud-Est         | Singapour      | 3e       | 100 m     | 11 s 88       |
| 2015 | Jeux d'Asie du Sud-Est         | Singapour      | 1re      | 200 m     | 23 s 60       |
| 2015 | Jeux d'Asie du Sud-Est         | Singapour      | 4e       | 4×100 m   | 45 s 41       |
| 2015 | Jeux d'Asie du Sud-Est         | Singapour      | 4e       | 4×400 m   | 3 min 40 s 58 |
| 2015 | Championnats du monde          | Beijing        | Séries   | 200 m     | 24 s 22       |
| 2017 | Championnats d'Asie            | Bhubaneswar    | 7e       | 200 m     | 23 s 80       |
| 2017 | Championnats d'Asie            | Bhubaneswar    | 7e       | 4×100 m   | 45 s 87       |
| 2017 | Jeux d'Asie du Sud-Est         | Kuala Lumpur   | 3e       | 100 m     | 11 s 76       |
| 2017 | Jeux d'Asie du Sud-Est         | Kuala Lumpur   | 3e       | 200 m     | 23 s 68       |
| 2017 | Jeux d'Asie du Sud-Est         | Kuala Lumpur   | 4e       | 4×100 m   | 44 s 96       |
| 2017 | Jeux d'Asie du Sud-Est         | Kuala Lumpur   | 4e       | 4×400 m   | 3 min 47 s 69 |
| 2018 | Jeux asiatiques                | Jakarta        | Séries   | 100 m     | 12 s 01       |
| 2018 | Jeux asiatiques                | Jakarta        | ½ finale | 200 m     | 24 s 33       |
| 2018 | Jeux asiatiques                | Jakarta        | Séries   | 4×100 m   | 45 s 93       |
| 2019 | Championnats d'Asie            | Doha           | ½ finale | 100 m     | 11 s 71       |
| 2019 | Championnats d'Asie            | Doha           | Séries   | 200 m     | 23 s 96       |
| 2019 | Championnats d'Asie            | Doha           | 7e       | 4×100 m   | 45 s 78       |
| 2019 | Universiade                    | Naples         | ½ finale | 100 m     | 11 s 73       |
| 2019 | Universiade                    | Naples         | ½ finale | 200 m     | 23 s 78       |
| 2019 | Championnats du monde          | Doha           | ½ finale | 200 m     | 24 s 00       |
| 2019 | Jeux d'Asie du Sud-Est         | New Clark City | 3e       | 100 m     | 11 s 66       |
| 2019 | Jeux d'Asie du Sud-Est         | New Clark City | 3e       | 200 m     | 23 s 77       |
| 2019 | Jeux d'Asie du Sud-Est         | New Clark City | 6e       | 4×100 m   | 45 s 37       |
| 2021 | Jeux olympiques                | Tokyo          | Séries   | 200 m     | 23 s 96       |
| 2022 | Jeux d'Asie du Sud-Est         | Hanoï          | 2e       | 100 m     | 11 s 62       |
| 2022 | Jeux d'Asie du Sud-Est         | Hanoï          | 1re      | 200 m     | 23 s 52       |
| 2022 | Championnats du monde          | Eugene         | Séries   | 100 m     | 23 s 53       |
| 2022 | Jeux du Commonwealth           | Birmingham     | ½ finale | 100 m     | 11 s 57       |
| 2022 | Jeux du Commonwealth           | Birmingham     | ½ finale | 200 m     | 23 s 46       |
| 2022 | Jeux du Commonwealth           | Birmingham     | ½ finale | 4×100 m   | 45 s 58       |
| 2023 | Jeux d'Asie du Sud-Est         | Phnom Penh     | 1re      | 100 m     | 11 s 41       |
| 2023 | Jeux d'Asie du Sud-Est         | Phnom Penh     | 1re      | 200 m     | 22 s 69       |
| 2023 | Championnats d'Asie            | Bangkok        | 1re      | 100 m     | 11 s 20       |
| 2023 | Championnats d'Asie            | Bangkok        | 1re      | 200 m     | 22 s 70       |
| 2023 | Championnats d'Asie            | Bangkok        | 6e       | 4 × 100 m | 45 s 60       |
| 2023 | Jeux asiatiques                | Hangzhou       | 2e       | 100 m     | 11 s 27       |
| 2023 | Jeux asiatiques                | Hangzhou       | 1re      | 200 m     | 23 s 03       |

## Records
| Épreuves | Épreuves  | Temps        | Lieu     | Date            |
| -------- | --------- | ------------ | -------- | --------------- |
| 60 m     | En salle  | 7 s 61 (NR)  | Hangzhou | 15 février 2014 |
| 100 m    | Plein air | 11 s 20 (NR) | Bangkok  | 14 juillet 2023 |
| 200 m    | Plein air | 22 s 57 (NR) | Budapest | 23 août 2023    |